# E Lupi
Ne doit pas être confondu avec ε (Epsilon) Lupi.
Désignations
e Lupi (en abrégé e Lup), également désignée HD 134687 ou HR 5651, est une étoile binaire de la constellation australe du Loup. Elle est visible à l'œil nu avec une magnitude apparente de 4,81. Le système présente une parallaxe annuelle de 7,24 mas mesurée par le satellite Gaia, ce qui indique qu'il est distant d'environ 138 pc (∼450 al) de la Terre. Il est membre du sous-groupe Haut-Centaure Loup de l'association Scorpion-Centaure, qui est l'association d'étoiles massives de types O et B la plus proche du Système solaire. Le sous-groupe Haut-Centaure Loup est âgé d'environ 11 millions d'années.
e Lupi est une binaire spectroscopique à raies simples. La paire présente une orbite quasiment circulaire, avec une excentricité maximale de 0,03, et d'une période de 0,90 jour (21,63 heures). La valeur a sin i de l'orbite est de 2,735 × 105 km, ce qui ne donne que la borne inférieure du demi-grand axe a, étant donné que l'inclinaison orbitale i vue la Terre est inconnue. Le système est une source connue de rayons X.
Sa composante visible est une étoile bleu-blanc de type spectral B3 IV/V, avec la notation « IV/V » indiquant qu'elle est soit sur la séquence principale, soit qu'elle est une sous-géante. Elle est estimée être âgée d'environ 20 millions d'années et être six fois plus massive que le Soleil. L'étoile apparaît tourner lentement sur elle-même, montrant une vitesse de rotation projetée de 13 km/s. Son rayon est 7,1 fois plus grand que le rayon solaire, elle est 997 fois plus lumineuse que le Soleil et sa température de surface est de 17 100 K.